# Elizabeth Stirling
Pour les articles homonymes, voir Stirling.
Elizabeth Stirling (26 février 1819 — 25 mars 1895) est une compositrice et organiste anglaise.

## Biographie
Elizabeth Stirling est née à Greenwich (Londres). Elle étudia le piano et l'orgue à la Royal Academy of Music avec Edward Holmes et W.B. Wilson, et l'harmonie avec James Alexander Hamilton et Sir George Macfarren. En 1837 elle joua lors d'un récital à la St. Katherine's Church (en), Regent's Park ; The Musical World écrivit une critique sur ce concert.
En 1839, à la suite d'Edward Holmes, elle devint organiste à la All Saints Church, Poplar (en) où elle resta jusqu'en 1858. Cette année-là elle remporta le poste d'organiste à la St Andrew Undershaft, poste qu'elle tint jusqu'en 1880. En tant qu'organiste, elle était remarquée pour son remarquable jeu de pédale. Elle publia deux grande voluntary, six fugues, huit mouvements lents et autres pièces pour orgue, plus de cinquante chants et duos et des arrangements d’œuvres de Bach, Mozart et Haendel. Son œuvre la plus connue est All Among the Barley.
En 1863 elle se maria avec Frederick Albert Bridge (en) ('F.A. Bridge') (1841–1917), photographe, maitre de chœur de St Martin-in-the-Fields et organiste et maitre de chœur de St Martin, Ludgate.

## Œuvres
- Romantic Pieces for Organ
- Moderato and Maestoso, organ
- The Dream, SSTB, piano
- "All Among The Barley", SATB
- The Forester, SATB, piano
- Back From the Brink, SATB, piano
- Six Fugues for Organ On English Psalm Tunes, arrangées par Barbara Harbach